# Enrique Corrales
Enrique Corrales (Sevilla, 1 de marzo de 1982) es un exfutbolista español. Jugaba de lateral izquierdo y actualmente está retirado. Fue su último club CD Badajoz de la Segunda División B Grupo IV.

## Trayectoria profesional
Formado en la cantera del Sevilla F. C. tuvo una dilatada experiencia formando parte de las plantillas de Las Palmas, Osasuna, Mallorca, SD Huesca.
Tras formar parte de la Selección AFE en 2015, firmó por el Sport Boys Warnes de la Liga del Fútbol Profesional Boliviano, el que sumó 4 presencias en el campeonato boliviano en el segundo semestre de 2015.
En abril de 2016, se compromete hasta el final de la temporada con el CD Badajoz, segundo clasificado del Grupo 14 de Tercera División.

## Selección española
Ha jugado partidos internacionales con la selección sub-18  y con la sub-21.

## Clubes y estadísticas
- Actualizado a 21 de enero de 2012

Sevilla F. C.

| País                      | Temporada | Competición | Partidos                              | Goles | Asistencias |   |    |   |
| ------------------------- | --------- | ----------- | ------------------------------------- | ----- | ----------- | - | -- | - |
| Real Madrid B             | España    | 2000-2004   | Segunda División B                    | 107   | 3           | - | -  | - |
| CA Osasuna                | España    | 2004-2005   | Primera División                      | 27    | 0           | - | 6  | 0 |
| CA Osasuna                | España    | 2005-2006   | Primera División                      | 18    | 0           | - | 9  | 0 |
| CA Osasuna                | España    | 2005-2006   | Copa UEFA                             | 1     | 0           | - | 0  | 0 |
| CA Osasuna                | España    | 2006-2007   | Primera División                      | 28    | 0           | - | 10 | 0 |
| CA Osasuna                | España    | 2006-2007   | Copa UEFA                             | 10    | 0           | - | 5  | 0 |
| CA Osasuna                | España    | 2007-2008   | Primera División                      | 12    | 0           | - | 4  | 1 |
| CA Osasuna                | España    | 2007-2008   | Copa del Rey                          | 2     | 0           | - | 0  | 0 |
| RCD Mallorca              | España    | 2008-2009   | Primera División                      | 23    | 0           | - | 5  | 1 |
| RCD Mallorca              | España    | 2008-2009   | Copa del Rey                          | 5     | 0           | - | 3  | 0 |
| RCD Mallorca              | España    | 2009-2010   | Primera División                      | 7     | 0           | - | 3  | 0 |
| RCD Mallorca              | España    | 2009-2010   | Copa del Rey                          | 3     | 0           | - | 0  | 0 |
| RCD Mallorca              | España    | 2010-2011   | Primera División                      | 2     | 0           | - | 0  | 0 |
| Granada CF                | España    | 2011-2012   | Primera División                      | 0     | 0           | 0 | 0  | 0 |
| UD Las Palmas             | España    | 2011-2012   | Segunda División                      | 10    | 0           | 1 | 5  | 0 |
| Sociedad Deportiva Huesca | España    | 2013-2015   | Segunda División B                    |       |             |   |    |   |
| Sport Boys Warnes         | Bolivia   | 2015-2016   | Liga del Fútbol Profesional Boliviano |       |             | - | -  | - |
| CD Badajoz                | España    | 2016-       | Tercera División                      |       |             | - | -  | - |